# 군자성황사지
군자성황사지는 대한민국 경기도 시흥시 군자동에 있다. 2002년 3월 15일 시흥시의 향토유적 제14호로 지정되었다.

## 개요
군자봉 성황제가 거행되던 군자봉 정상의 성황사 터이다.